# Embid de la Ribera
Embid de la Ribera es una localidad y antiguo municipio de Aragón , perteneciente actualmente al municipio de Calatayud, en la provincia de Zaragoza. Se sitúa entre Paracuellos de la Ribera y el barrio pedáneo bilbilitano de Huérmeda. Por sus cercanías transcurren el río Jalón y sus famosas Hoces del Jalón.

## Historia
Hacia mediados del siglo XIX, el lugar, por entonces con ayuntamiento propio, tenía contabilizada una población de 225 habitantes. La localidad aparece descrita en el séptimo volumen del Diccionario geográfico-estadístico-histórico de España y sus posesiones de Ultramar de Pascual Madoz de la siguiente manera:

EMBID DE LA RIVERA: l. con ayunt. en la prov., aud. terr. y c. g. de Zaragoza (12 leg.), part. jud. de Calatayud (3) dióc. de Tarazona (13) sit. entre los elevados montes Cocha y Ameno, que le resguardan de todos los vientos, y constituyen un clima templado y muy sano, sin que se conozcan otras enfermedades que las comunes: tiene 50 casas inclusa la municipal, cárcel, escuela de niños dotada con 1,920 rs., igl. parr. (S. Pedro), servida por 1 cura y 3 beneficiados, cementerio inmediato á la misma, una ermita en lo interior de la pobl. (San Miguel), y una fuente de escelentes aguas: en las afueras se encuentran 3 ermitas, La Virgen del Rosario, San Blas y Sta. Teresa; y fuentes de abundantes y buenas aguas. Confina el térm. por N. con Viver de la Sierra; por E., Paracuellos de la Rivera; S. Campiel, y O. Aniñon. En su radio se encuentra el ant. pueblo de Santos, que se agregó con sus tierras á Embid hará mas de 300 años, y varios montes despoblados. El terr. es de buena calidad, y le cruza el r. Jalon de S. á N. Los caminos son locales y de piso escabroso: el correo se recibe de Calatayud los domingos, miércoles, viernes y sábados, y se lleva los mismos días por un cartero. prod. frutas, legumbres, vino esquisito y escelentes melocotones: cria ganado ovejuno; caza de perdices y pesca de barbos y anguilas. ind.: un molino harinero y otro de aceite. pobl.: 47 vec. y 225 alm.: cap. prod.: 600,000 rs. imp.: 36,200. contr.: 7,997. El presupuesto municipal asciende á 1,000 rs., del que se pagan 400 al secretario del ayunt., y se cubre con el producto de propios y arbitrios.
(Madoz, 1847, p. 472)

Corría el ínvierno de 1985, cuando se grabó la película Réquiem por un campesino español, actores de la talla Fernando Fernán Gómez, Antonio Banderas, Antonio Ferrandis, José Antonio Labordeta, Emilio Gutiérrez Caba entre otros, se mezclaban con los habitantes de Embid, muchos de ellos como extras, para tal evento.

## Geografía humana

### Demografía
| Gráfica de evolución demográfica de Embid de la Ribera entre 1842 y 1970 |
| |
| Población de derecho según los censos de población del INE Población de hecho según los censos de población del INEEntre el censo de 1981 y el anterior, este municipio desaparece porque se integra en el municipio 50067 (Calatayud) |

## Patrimonio
- Iglesia de Nuestra Señora de los Dones

## Fiestas
La segunda semana de mayo se celebra una romería a Viver de la Sierra en honor a San Miguel Arcángel, se celebra una misa, en la cual se ofrecen las tradicionales "culecas". después se da paso a una comida popular, posterior bajada al pueblo, y recorrido por las calles de la localidad con charanga. 
Sus fiestas en honor a Nuestra Señora de los Dones son el primer fin de semana de agosto, tienen una duración aproximada de 4 días, con todo lo habitual: vaquillas, orquesta, concurso de guiñote, concurso de disfraces, etc.
San Babil, el 24 de enero. Se celebraba antiguamente con hogueras por todos los barrios del pueblo, actualmente se está recuperando esta tradición y se vuelve a realizar.

## Galería

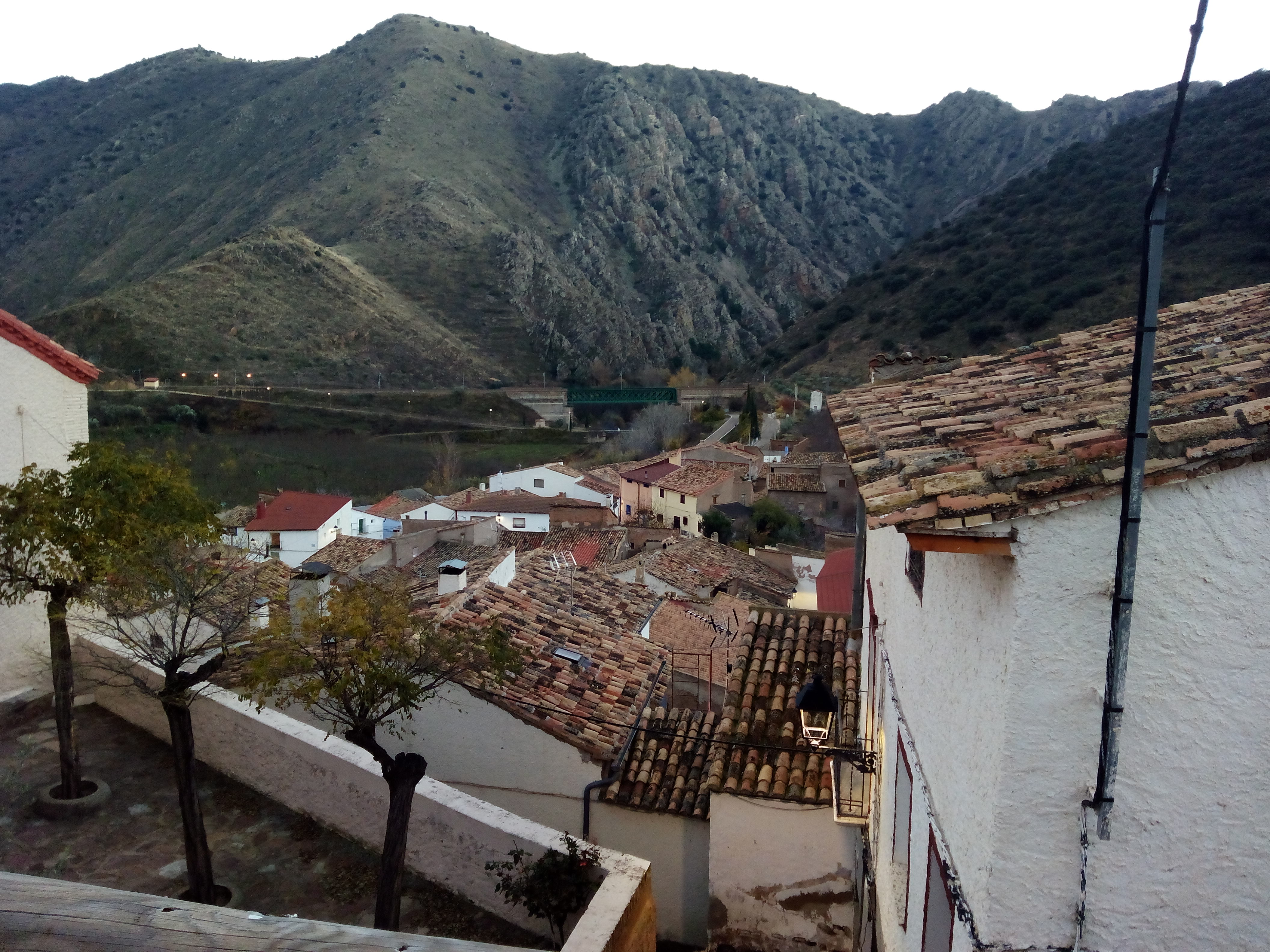
Vista de la Cocha
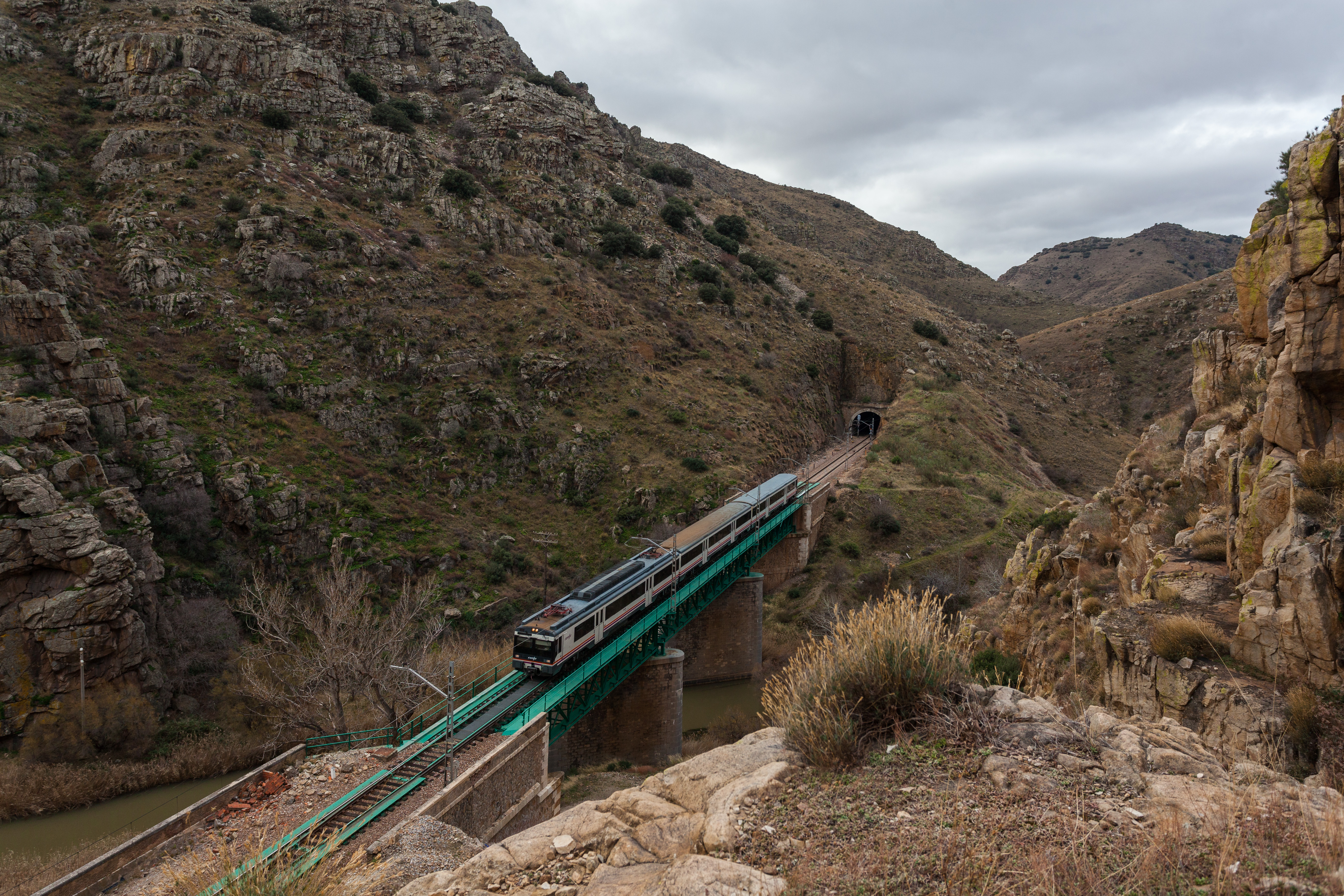
Túnel en las inmediaciones de la localidad.
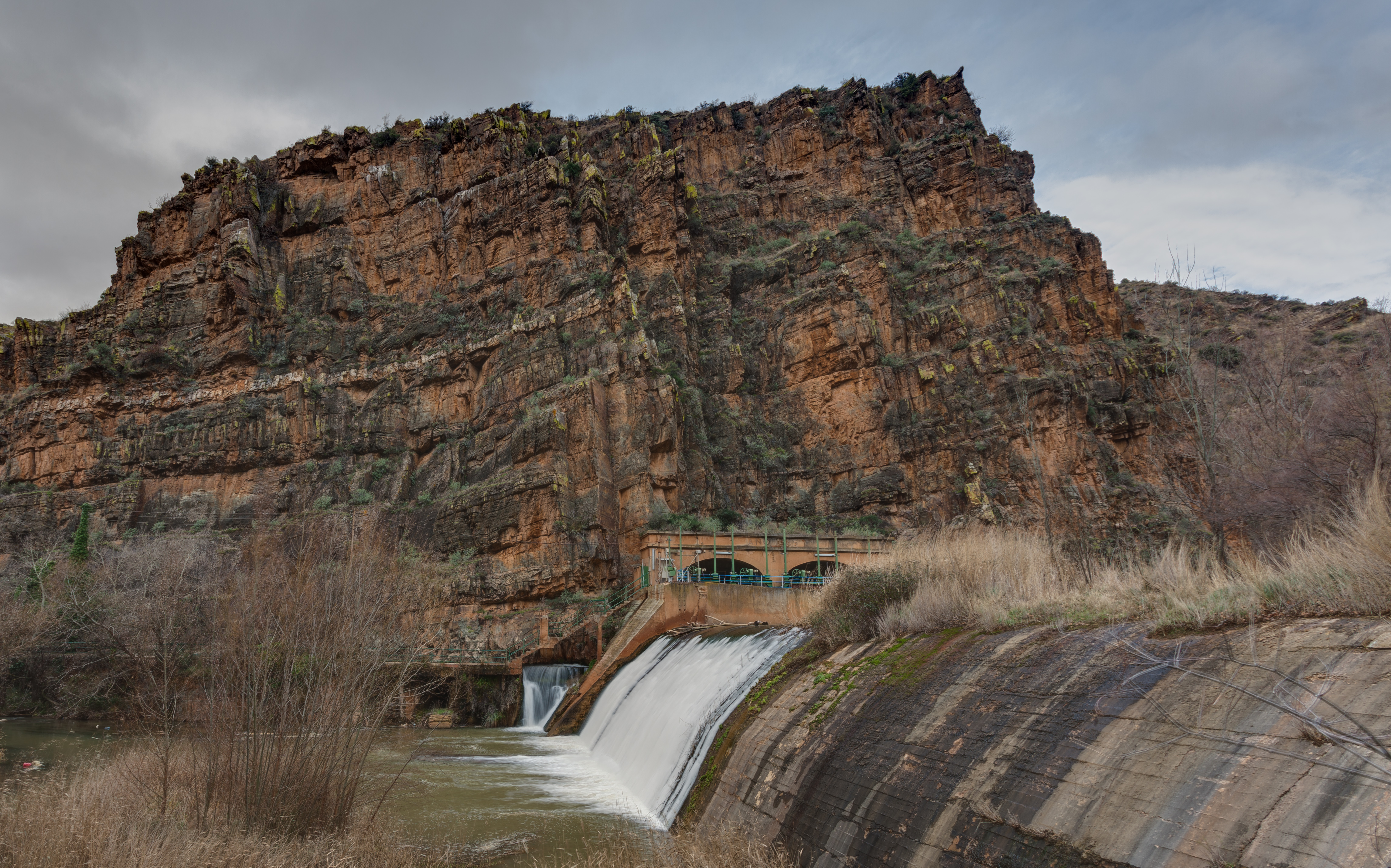
Cascada.
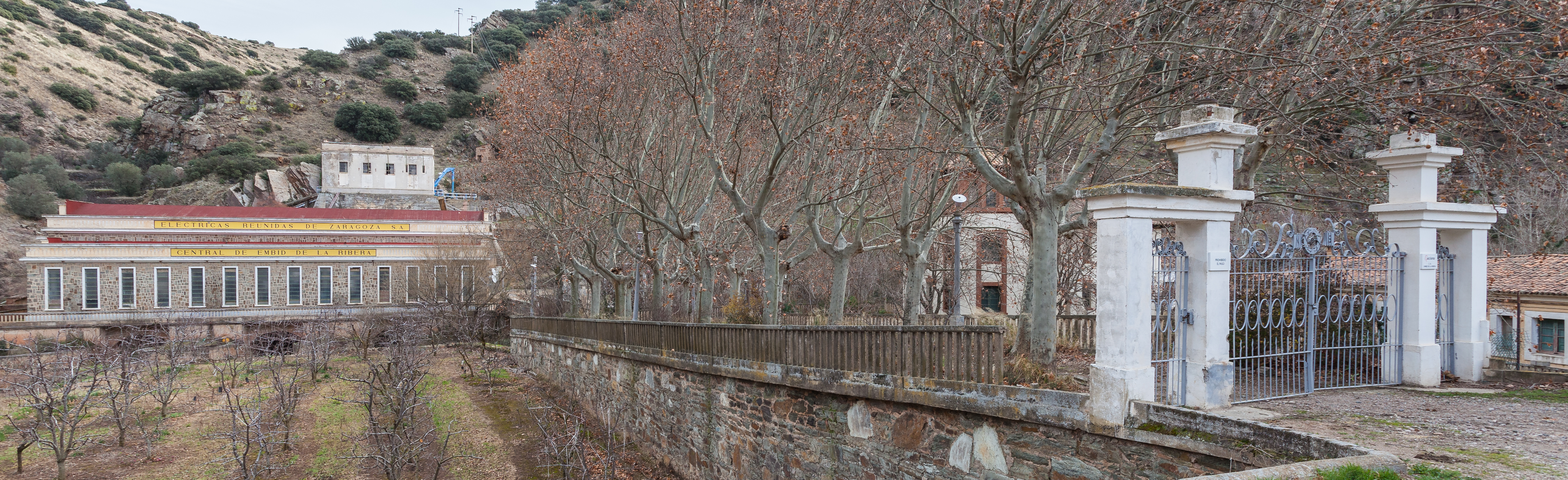
Central hidroeléctrica de Embid de la Ribera.
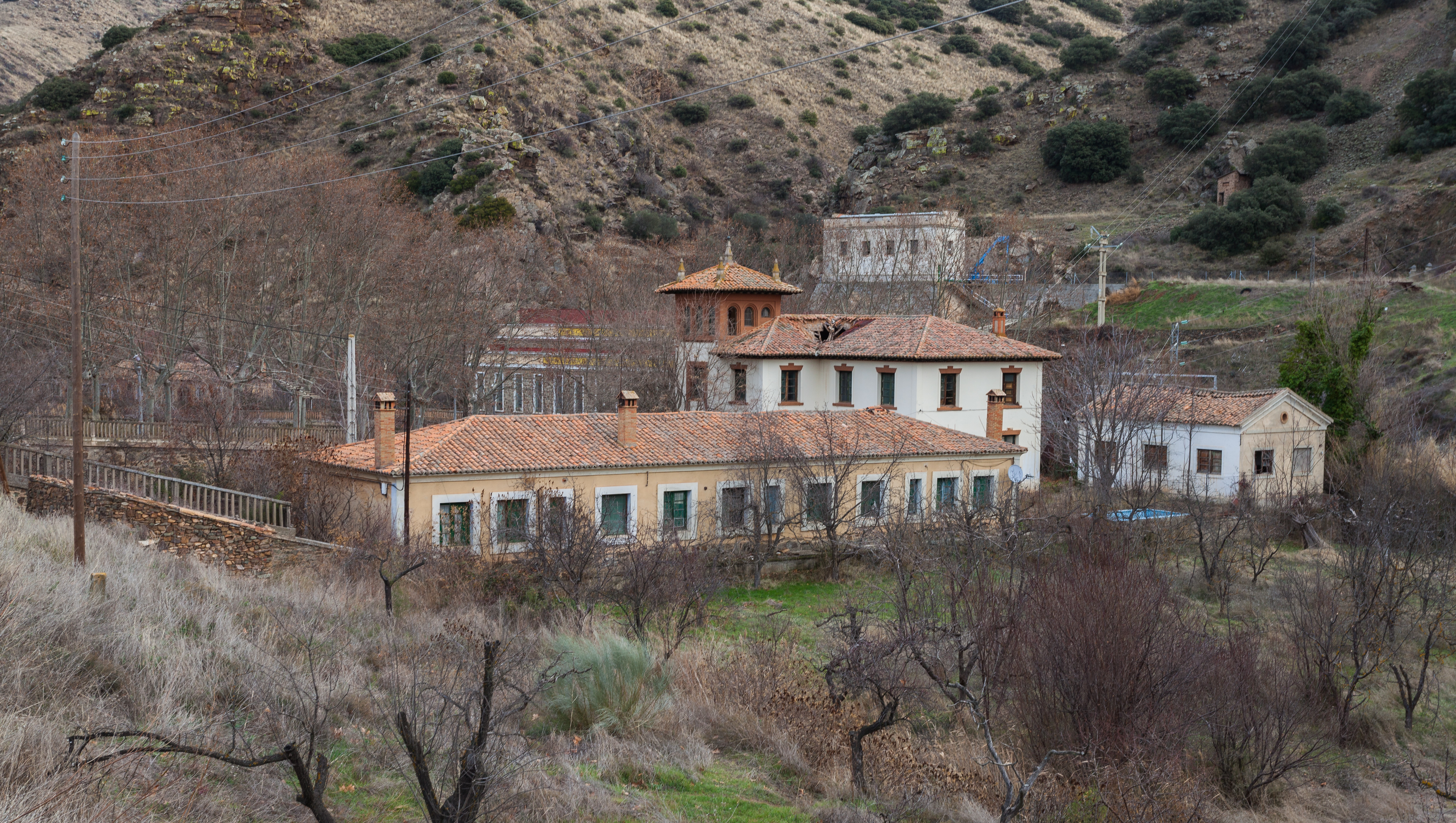
Edificio principal de la central hidroeléctrica.
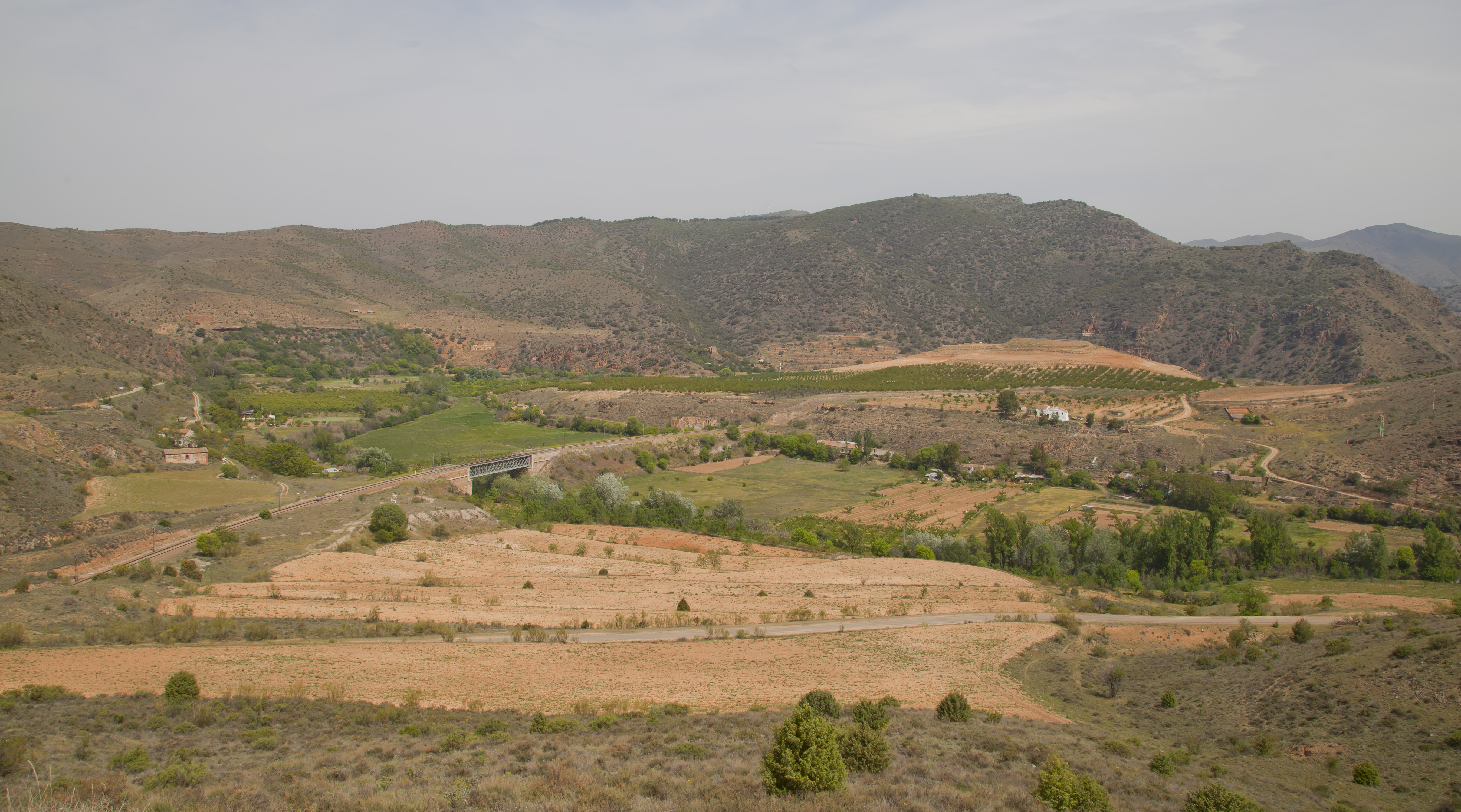
Panorámica de las cercanías de la población